# Богослав Шулек
Богослав Шулек (рођен као Бохуслав Шулек; Соботиште, 20. април 1816 — Загреб, 30. новембар 1895) био је хрватски филолог, историчар и лексикограф. Истакао се у стварању хрватске терминологије у областима друштвених и природних наука, технологије и цивилизације.

## Биографија
Шулек је био Словак по рођењу. Рођен је у Соботишту, у селу које се налазило у тадашњој угарској жупанији Њитра гдје је похађао основну школу. Студирао је на евангелистичком лицеју у Братислави. Одлучио је да не буде пастор, али није могао да настави студије у Јени, па је дошао код свога брата у Славонском Броду у новембру 1838. године. Ускоро је ступио у контакт са Људевитом Гајом, једним од вођа Илирског покрета и у јесен 1839. почиње да ради као штампач за Фрању Жупана у Загребу.
Почео је да пише за Гајеве новине 1841. и био је главни уредник илегалних новина Бранислав, које су штампане у Београду, од 1844. до 1845. Био је уредник Гајевих новина Новине Хорватске, Славонске и Далматинске (1846—1849), Славенски југ (1849), Југославенске новине (1850). Током педесетих година 19. вијека написао је многе приручнике (нпр. Напутак за оне, који уче читати, Почетница за дјецу, Природопис за ниже школе, Биљарство за вишје гимназије итд). У исто време, писао је немачко-хрватски речник. Писао је против српске језичке политике лингвисте Вука Стефановића Караџића.

## Рад
Од 1858. до 1865. године, Шулек је био уредник Господарског листа. Био је један од покретача часописа Прозор (1867). Свој најпознатији политички рад Наше правице. Избор законах, повељах и списах, знаменитих за државно право краљевине далматинско-хрватско-славонске од год. 1202—1868. издао је 1868. године. Био је члан Југославенске академије знаности и умјетности и њен секретар од 1871. до смрти. Постао је доктор наука 1867. на основу његове студије о Руђеру Бошковићу.

## Утицај на хрватску, а посредно и српску терминологију
Шулек је подржавао принципе Загребачке филолошке школе и промовисао је хрватски језички пуризам. Захваљујући свом раду, Шулек је добио назив „отац хрватског научног називља”. Он је слободно ковао неологизме и позајмљивао речи из осталих словенских језика, првенствено чешког, затим руског а знатно мање из словеначког, црквенословенског и пољског. Оне би послужиле као замена за несловенске позајмљенице. Када није постојала одговарајућа штокавска реч за туђицу, ослањао се на кајкавске и чакавске лексичке залихе и када то није било недовољно позајмљивао је речи од словенских језика као што су чешки, словачки, руски и словеначки или је предлагао своје новотворенице. Његов рад га је често доводио у сукоб са „хрватским вуковцима” који су се залагали за употребу чистог народног језика и подругљиво су Шулекове неологизме и позајмнице називали шулекизми.
Написао је Рјечник знанственога називља (хрв.-нем.-тал.) (1874) У његовом предговору сам аутор каже: „Настојао сам што се више може употребљавати праве народне риечи, а гдје сам мислио, да хрватски народ неима своје риечи, или гдје је нисам могао дознати, позајмио сам ју од сродних славенских племенах, кад ми се учинила да је према нашем говору; ал сам увиек забиљежио језик, од којега је посуђена, да се знаде, којега је порекла". Бројне речи су ушле у хрватски а потом и српски језик посредством Шулекових речника, нпр. добробит, дојам, дражба, гесло, пелуд, појам, засада, наслов, покус, предмет, смер, сустав и др.
Сима Лукин Лазић је 1895. објавио похвалну књигу о Николи Беговићу, Србин од Србина. У њој је поред осталог записао да је Беговић, док је служио у Перни 1860., сакупио српско народно благо тога краја (речи, песме, обичаје, пословице...) и тим материјалом послужио Богославу Шулеку. У свом немачко-хрватском речнику, Шулек се на првом месту захвалио Беговићу: Највише су ми у том послу помогли: пунонасловни гос. Никола Беговић... Лазић тај речник назива „хрватским”, јер је материјал скупљен највише захваљујући Србину Николи Беговићу и другим многобројним Србима, које је он дуго обилазио и у својој кући сабирао, да би сакупио што више народних речи.